# Kals am Großglockner
Kals am Großglockner è un comune austriaco di 1 164 abitanti nel distretto di Lienz, in Tirolo.  Si trova ai piedi del Großglockner, nel Parco nazionale Alti Tauri; l'appartenenza della vetta del Großglockner (3 798 m s.l.m.) al territorio comunale ne fa, assieme a Heiligenblut am Großglockner, il comune austriaco alla maggior altitudine.